# University of Edinburgh
University of Edinburgh (skotsk gælisk: Oilthigh Dhùn Èideann) blev grundlagt i 1582. Det ligger i Edinburgh i Skotland.
Det blev grundlagt af byrådet med royal charter fra kong James 6. i 1582 og åbnede officielt i 1583, og det er et af Skotlands fire gamle universiteter og det sjetteældste universitet i kontinuerlig drift i den engelsktalende verden. Universitetet har spillet en vigtig rolle i at få Edinburgh til at blive det intellektuelle centrum under den skotske oplysningstid og har bidraget til at byen er blevet kaldt for "Nordens Athen".
Det har afdelinger og campusser i store dele af Edinburgh, bl.a. Old College, New College og St Leonard's Hall.
Universitetet er blandt de største i Storbritannien med omkring 39.00 studerende i 2022/2023.
På alle tre primære universitetsrangeringer (ARWU, THE og QS) er University of Edinburgh i top 40.
Det er medlem af en række organisationer for forskningsuniversiteter inklusive Coimbra Group, League of European Research Universities, Russell Group, Una Europa og Universitas 21.
Alumni fra universitetet inkluderer opfinderen Alexander Graham Bell, naturforskeren Charles Darwin, filosoffen David Hume, fysikeren James Clerk Maxwell og forfattere som Sir J. M. Barrie, Sir Arthur Conan Doyle, Sir Walter Scott og Robert Louis Stevenson. Tre britiske premierministre har gået her. Derudover er 20 nobelprismodtagere været ansat eller gået på universitetet, samt tre der har modtaget Turing-prisen og én som har modtaget Abelprisen og Fieldsmedaljen.